# Andrea Raschèr
Andrea Francesco Giovanni Raschèr (Zurigo, 2 febbraio 1961) è un giurista e giornalista svizzero.

## Vita
Andrea Raschèr è cresciuto a Zurigo. Ha iniziato gli studi in una scuola elementare di lingua italiana proseguendoli al liceo Freies Gymnasium Zurich e affiancandoli allo studio del flauto da Gérard Zinsstag e del pianoforte al Conservatorio di Zurigo. Dopo gli studi di giurisprudenza, ha conseguito il dottorato presso l'Università di Zurigo (UZH) nel 1988. La sua tesi sul diritto d'autore del regista di teatro è stata insignita del premio intitolato al Professor Walther Hug nel 1990. Durante gli studi ha lavorato come assistente alla regia per il regista d'opera e di teatro Jean-Pierre Ponnelle. Nel 2010 ha conseguito il Master of Advanced Studies in Supervision and Coaching in Organizations (MAS ZHAW) presso l'Università di scienze applicate di Zurigo (ZHAW).

### Opera e musica
Nel 1983 ha messo in scena al Grand Théâtre de Bordeaux la Norma di Vincenzo Bellini, nel 1987 l'Histoire du soldat di Igor Stravinsky al Festival di Macerata, nel 1989 Il trovatore di Giuseppe Verdi (scene e costumi Toni Businger) al Teatro Comunale di Berna e nel 1994 il Rigoletto di Giuseppe Verdi al Teatro di Treviri. Nel 1995 ha diretto i dialoghi e ha avuto un ruolo di tenore (un notaire) nella registrazione de La fille du régiment di Gaetano Donizetti con Edita Gruberová alla Herkulessaal di Monaco. Ha diretto i dialoghi per la registrazione del Fidelio di Ludwig van Beethoven sotto la direzione di Sir Colin Davis.

### Legge e giornalismo
Raschèr lavora come consulente dal 1988. Dal 1995 ha lavorato all'Ufficio federale della cultura come giurista. Come membro della delegazione svizzera ha partecipato alla stesura della Dichiarazione di Washington sui beni saccheggiati dai nazisti; il suo intervento ha portato a una proposta di compromesso alla conferenza diplomatica che ha permesso una svolta decisiva nei negoziati. Negli anni 2000, sotto la direzione della consigliera federale Ruth Dreifuss, ha supervisionato la redazione della legge sul trasferimento dei beni culturali venendo pubblicamente contestato dai mercanti d'arte e dai collezionisti. A partecipata in modo significativo alla formulazione della legge di promozione della cultura e nella revisione della legge Pro Helvetia. In qualità di capo della "Divisione Affari legali e internazionali", è stato capo della delegazione svizzera nella stesura della Convenzione UNESCO per la protezione della diversità culturale e membro dell'organo di mediazione delle autorità federali per la Controversia tra Zurigo e San Gallo per i beni sottratti durante le guerre del 1712 che si concluse con un accordo nel 2006. Dopo aver lasciato l'Ufficio federale è diventato capo del dipartimento della cultura del Tages-Anzeiger. Dal 2007 ha una sua società di consulenza.

### Insegnamento e ricerca
Raschèr è docente di diritto culturale e dell'arte, nonché di politica culturale ed esperto dell'UNESCO in materia di protezione dei beni culturali. Ha anche pubblicato una serie di saggi, in particolare su come trattare l'arte saccheggiata dai nazisti in conformità con i principi della Washington Conference on Works of Art del 1998. nel 2014, ha dichiarato in un'intervista con la NZZ, che dubitava fosse fattibile per il Kunstmuseum di Berna, per ragioni morali e pratiche, di assumere l'eredità della Collezione Gurlitt, gravata da casi di restituzione di opere d'arte saccheggiate dai nazisti e di arte degenerata. Dal 2023 è il presidente della "Commissione indipendente della Fondazione per l'arte, la cultura e la storia per il chiarimento delle rivendicazioni relative alle persecuzioni naziste" (Commissione indipendente SKKG). La commissione prende decisioni vincolanti su quali siano le soluzioni giuste ed eque nel caso dei beni culturali di proprietà della "Fondazione per la cultura, l'arte e la storia" (SKKG), sequestrati a causa delle persecuzioni naziste.
Fa parte del comitato consultivo scientifico della rivista KUR Kunst und Recht.

## Vita privata
Raschèr è sposato con la cantante lirica Daniela Lojarro.

## Opere selezionate
- con Peter Mosimann und Marc-André Renold (Ed.): Kultur Kunst Recht: schweizerisches und internationales Recht. 2. stark erweiterte Auflage Helbing Lichtenhahn Verlag, Basel 2020.
- con Mischa Senn (Ed.): Kulturrecht Kulturmarkt: Lehr- und Praxishandbuch. Dike, Zürich/St. Gallen 2012.
- con Peter Mosimann und Marc-André Renold (Ed.): Kultur Kunst Recht: schweizerisches und internationales Recht. Helbing Lichtenhahn Verlag, Basel 2009.
- con Marc Bauen, Yves Fischer und Marie-Noëlle Zen-Ruffinen: Cultural Property Transfer, transfert de biens culturels, trasferimento die beni culturali, Kulturgütertransfer. Schulthess, Zürich, Bruylant, Bruxelles 2005.
- Kulturgütertransfer und Globalisierung: UNESCO-Konvention 1970 – Unidroit-Konvention 1995 – EG-Verordnung 3911/92 – EG-Richtlinie 93/7 – Schweizerisches Recht. Schulthess, Zürich 2000.
- Für ein Urheberrecht des Bühnenregisseurs: eine rechtsvergleichende Studie mit spezieller Berücksichtigung der Theatersemiotik und der Folgen für die Bühnenpraxis. Nomos, Baden-Baden 1989.
- Di vasi antichi e pomodori In: Corriere del Ticino, 27 novembre 2002
- Das Urheberrecht des Bühnenregisseurs – Fluch oder Segen? In: KUR – Kunst und Recht, Volume 19, Issue 1 (2017), p. 7. DOI: 10.15542/KUR/2017/1/3
- Thomas Crown reloaded? Njet: Rambo rules! In: KUR – Kunst und Recht, Volume 14, Issue 2 (2012), p. 55. DOI: 10.15542/KUR/2012/2/2
- Washingtoner Raubkunst – Richtlinien – Entstehung, Inhalt und Anwendung. In: KUR – Kunst und Recht, Volume 11, Issue 3-4 (2009), p. 75. DOI: 10.15542/KUR/2009/3-4/2
- Restitution von Kulturgut: Anspruchsgrundlagen – Restitutionshindernisse – Entwicklung. In: KUR – Kunst und Recht, Volume 11, Issue 3-4 (2009) p. 122. DOI: 10.15542/KUR/2009/3-4/13
- Kunstraub ist nicht zu fassen. In: KUR – Kunst und Recht, Volume 10, Issue 1 (2008), p. 9. DOI: 10.15542/KUR/2008/1/3
- Fegefeuer der Glückseligen – Resümee und Schlussbetrachtung der Tagung. In: KUR – Kunst und Recht, Volume 10, Issue 3-4 (2008), p. 97. DOI: 10.15542/KUR/2008/3-4/11
- Editorial, in: KUR – Kunst und Recht, Volume 16, Issue 3-4 (2014) p. 65. DOI: 10.15542/KUR/2014/3-4/1
- Editorial, in: KUR – Kunst und Recht, Volume 15, Issue 1 (2013), p. 1. DOI: 10.15542/KUR/2013/1/1
- Editorial, in: KUR – Kunst und Recht, Volume 13, Issue 1 (2011) p. 1. DOI: 10.15542/KUR/2011/1/1
- Editorial, in: KUR – Kunst und Recht, Volume 11, Issue 3-4 (2009), p. 73. DOI: 10.15542/KUR/2009/3-4/1
- Editorial, in: KUR – Kunst und Recht, Volume 10, Issue 3-4 (2008), p. 59. DOI: 10.15542/KUR/2008/3-4/1
- Kulturzerstörung als Kriegsverbrechen In: WOZ Die Wochenzeitung, 29. September 2016
- The Washington Conference on Holocaust-Era Assets (November 30 – December 3, 1998). In: International Journal of Cultural Property (IJCP) 1999, p. 338.
- con M. Brülhart, Nikola Doll, Katharina Garbers-von Böhm: ''Taking fair and just decisions based on findings leading to an incomplete or uncertain state of evidence - The decision of the Kunstmuseum Bern in the restitution claim asserted by the heirs of Dr. Ismar Littmann'' In: ''Network of European Restitution Committees on Nazi-Looted Art, Newsletter'', No. 15 (1/2023) [https://www.beratende-kommission.de/de/netzwerk#newsletter-n015]
- con M. Bucheli: Die Vereinbarung zum „Kulturgüterstreit“Zürich – St. Gallen von 2006: Ansätze zur Lösungsfindung in anderen Kontexten? In: KUR – Kunst und Recht, Volume 21, Issue 2 (2019), p. 54. DOI: 10.15542/KUR/2019/2/2
- con W. Engeler: Der Managementplan des Stiftsbezirks St. Gallen für eine nachhaltige Bewahrung und Nutzung von Weltkulturerbe. In: KUR – Kunst und Recht, Volume 20, Issue 1 (2018), S. 4. DOI: 10.15542/KUR/2018/1/2
- con Y. Fischer: Kultur und Wirtschaft im Gleichgewicht: Die UNESCO-Konvention über den Schutz und die Förderung der Vielfalt kultureller Ausdrucksformen, In: Aktuelle Juristische Praxis (AJP)/Pratique Juridique Actuelle (PJA) 2006, p. 813
- con J.  Stillhart: Daniel Düsentrieb vs. Panzerknacker. In: KUR – Kunst und Recht, Volume 14, Issue 3-4 (2012) S. 116. DOI: 10.15542/KUR/2012/3-4/5
- con K.-P. Uhlig und M. Neeser: Kultur. In: Helbing Lichtenhahn Verlag (Hrsg.), COVID-19 – Ein Panorama der Rechtsfragen zur Corona-Krise. Helbing Lichtenhahn, Basel 2020, § 8
- con D. Vitali: Federal or Non-Unitary Constitutional Systems (Article 30 UNESCO-Convention 2005). In: Sabine von Schorlemer; Peter-Tobias Stoll (Hrsg.), The UNESCO Convention on the Protection and Promotion of the Diversity of Cultural Expressions. Explanatory Notes. Springer, Berlin, Heidelberg 2012, p. 677
- con M. Zirkler: Zur Ordnungsstruktur von Moderationsprozessen: Funktionen, Rollen und Konfliktpotenziale. In: Joachim Freimuth; Thomas Barth (Hrsg.): Handbuch Moderation: Konzepte, Anwendungen und Entwicklungen. Hogrefe, Göttingen 2014, p. 97